# Igor Budan
Igor Budan (Fiume, 22 aprile 1980) è un dirigente sportivo ed ex calciatore croato, di ruolo attaccante.

## Biografia
È sposato con Dina, dalla quale ha avuto tre figli: prima due femmine, ovvero Viktoria, nata a Parma nell'aprile del 2008, e Amber, nata a Palermo il 15 marzo 2010, quindi Aron, figlio maschio nato il 22 agosto 2013. La seconda figlia viene a mancare il 13 luglio 2012 per una meningite fulminante sfociata nella sindrome di Waterhouse-Friderichsen, con il giocatore che ha voluto ringraziare pubblicamente per l'affetto ricevuto.

## Carriera

### Giocatore

#### Club

##### Gli inizi e l'arrivo in Italia
Dopo aver giocato dal 1997 al 1999 nel Rijeka, squadra della massima divisione croata, segnandovi 3 reti in 33 partite, si trasferisce in Italia nel Venezia e fa il suo esordio in Serie A il 21 novembre 1999 nella partita Venezia-Piacenza (0-0). Il primo gol nella massima serie arriva il 16 aprile 2000 in Parma-Venezia (3-1).
Da qui alla fine del campionato 2002-2003 gioca in varie squadre italiane tra Serie A e Serie B: Venezia, Empoli, una parentesi in Svizzera al Bellinzona, Palermo (in cui è stato il primo calciatore croato della storia della società) e Ancona, dove conquista la promozione in Serie A: in questi 7 campionati segna 7 reti in 47 partite giocate.

##### Tra Bergamo e Ascoli
Nella stagione 2003-2004 passa all'Atalanta in Serie B e disputa 23 partite segnando 11 reti contribuendo alla promozione della squadra in Serie A. La sua stagione è stata frenata da un infortunio al ginocchio.
Al termine della stagione fa ritorno al Palermo, squadra nel quale è convinto di restare fin quando il 27 agosto 2004 ritorna all'Atalanta in prestito con diritto di opzione sulla compartecipazione. Vari infortuni e seguenti ricadute ne condizionano il rendimento nel campionato di Serie A, nel quale segna 5 reti in 28 partite. A fine stagione l'Atalanta esercita il diritto di riscatto della comproprietà, e nella stagione 2005-2006, anche questa costellata da infortuni, colleziona 8 presenze in campionato senza reti.
A gennaio 2006 passa in prestito all'Ascoli, con il quale gioca 11 partite segnando 4 gol in campionato, fra cui la prima doppietta in Serie A in Empoli-Ascoli (1-2). A giugno Budan, che era in compartecipazione tra l'Atalanta e il Palermo, viene acquistato interamente da quest'ultima per la cifra di un milione di euro.

##### Parma
Per la stagione 2006-2007 viene girato in prestito al Parma.
Nel girone d'andata segna 6 reti di cui una all'esordio contro il Torino per poi rimanere a secco per cinque giornate e successivamente realizzarne 5 consecutive. Nel girone di ritorno (in cui si ritrova come compagno di squadra Giuseppe Rossi arrivato in prestito dal Manchester United) è autore di 5 gol: realizza due reti in tredici partite dopo la pausa natalizia, una tirando dai 30 metri a Udine e un'altra contro la Reggina; segna poi il gol dell'ex a Palermo che risulterà decisivo ai fini del risultato (3-4 per il Parma) e poi segna un altro gol nel 2-1 interno contro il Cagliari. L'ultimo gol della stagione arriva nella giornata finale: segna la rete del 2-0 nel 3-1 contro l'Empoli, che permette al Parma di restare in Serie A.
Il bilancio stagionale si completa con 3 reti in altrettante presenze in Coppa UEFA (le sue uniche partite giocate in competizioni internazionali per club), per un totale di 16 reti tra campionato e coppa. A fine stagione la nuova società ducale lo acquista in comproprietà dal Palermo per la cifra già pattuita di 1,1 milioni di euro.
Tra la prima e la seconda giornata della stagione 2007-2008 un grave infortunio alla coscia lo costringe ad una convalescenza di quattro mesi; per sostituirlo, il presidente del Parma Tommaso Ghirardi ingaggia in prestito dal Manchester City l'attaccante Bernardo Corradi. Torna dall'infortunio a fine gennaio 2008. Il 23 febbraio segna un gol contro il Torino, partita finita 4-4. Nella sfida successiva che vede di scena l'Udinese al Tardini, entra nel secondo tempo e conquista un rigore che servirà ai ducali per il definitivo 2-0. Dopo la trasferta di Roma, subentra in Parma-Sampdoria sullo 0-2 e realizza il gol dell'1-2, anticipando Luca Castellazzi in uscita. Il 19 marzo 2008, in Parma-Palermo (2-1), realizza la seconda doppietta in Serie A.

##### Palermo
Il 19 giugno 2008 il Palermo, che deteneva la metà del suo cartellino, lo acquista a titolo definitivo dal Parma, riscattandone la seconda metà per una cifra di 4-4,5 milioni di euro. Coi rosanero firma un contratto da 900.000 euro a stagione.
Esordisce ufficialmente con la maglia rosanero il 19 ottobre in Catania-Palermo (2-0), entrando al 74', dopo un calvario durato cinque mesi e non finito poiché in data 4 dicembre 2008 la società comunica che il giocatore sarà nuovamente operato per una pulizia al ginocchio; quattro giorni dopo, ad Anversa, il giocatore si sottopone all'intervento chirurgico, il quale riesce perfettamente: si è trattato del settimo intervento chirurgico della sua carriera.
Torna ad allenarsi agli inizi di febbraio 2009, rendendosi disponibile per le ultime giornate di campionato senza però scendere più in campo: conclude quindi la stagione con sole 5 presenze (e appena 109 minuti giocati) risalenti all'anno solare 2008. Si mette definitivamente in sesto per l'inizio della nuova stagione, esordendo nella prima giornata di campionato contro il Napoli (2-1). Segna il suo primo gol in campionato, che coincide anche con il primo in maglia rosanero, alla terza giornata il 13 settembre 2009, regalando il pareggio al Palermo al 91' nella partita casalinga contro il Bari (1-1).
Il 26 novembre, nel quarto turno di Coppa Italia contro la Reggina (4-1), segna una doppietta, la prima in rosanero, subentrando a partita in corsa. In questo modo la Reggina è diventata la squadra da lui più battuta (5 reti) da quando è in Italia.
Il 6 dicembre 2009 si è reso protagonista di una grande prestazione in Palermo-Cagliari (2-1) segnando il gol del momentaneo pareggio, rete che anche a detta sua è stata una tra le più belle della sua carriera.
Nella stagione 2009-2010 è sostanzialmente un rincalzo dei titolari Fabrizio Miccoli ed Edinson Cavani, collezionando comunque 30 presenze in campionato (di cui 5 da titolare e 25 da subentrante) con 5 reti all'attivo (oltre alle 2 già citate è andato in gol contro Roma, Fiorentina e Juventus) a cui si aggiunge la già citata presenza in Coppa Italia per un totale di 31 presenze e 7 reti.
Il 19 luglio 2010 è stato operato in artroscopia per la pulizia del ginocchio destro: l'intervento è perfettamente riuscito.

##### Cesena ed il secondo ritorno al Palermo
Non rientrando più nei piani tecnici della società, il 31 agosto 2010, nell'ultimo giorno di calciomercato, viene ufficializzato il suo passaggio in prestito al neopromosso Cesena. L'ingaggio del giocatore resta a carico del Palermo, con il Cesena che gli corrisponderà alcuni premi legati al numero di presenze e di gol segnati. Fuori per infortunio durante la prima parte della stagione, esordisce in maglia bianconera il 28 novembre 2010 in Bari-Cesena (1-1) valida per la 14ª giornata di campionato, entrando in campo al 57' al posto di Erjon Bogdani. L'esordio da titolare arriva alla 19ª giornata (quinta presenza in maglia bianconera) datata 9 gennaio 2011, giocando fino al 65' di Cesena-Genoa (0-0), quando viene sostituito da Bogdani. Fino a fine febbraio gioca tutte le partite quasi sempre da subentrato, restando poi fermo per due mesi: dal 20 febbraio, giorno di Parma-Cesena (2-2), torna in campo il 23 aprile in Bologna-Cesena (0-2). Gioca titolare nella giornata successiva, la 30ª, realizzando il primo gol con la maglia cesenate e l'unico della stagione in Cesena-Inter (1-2). Le presenze a fine anno saranno 17. Finito il prestito, fa ritorno al Palermo.
Rientrato in Sicilia per fine prestito, è spesso costretto a non potersi allenare a causa di problemi fisici. Inoltre, nel novembre 2011 si procura una frattura scomposta delle ossa del naso, venendo operato giorno 28. Nel frattempo si è ridotto l'ingaggio spalmandolo negli anni.
Torna in campo il 13 dicembre 2011, a sette mesi di distanza dall'ultima partita ufficiale disputata, giocando titolare in Palermo-Siena (4-7 d.c.r.) valida per gli ottavi di finale di Coppa Italia, uscendo al 60' per fare spazio a Nicolás Bertolo. Debutta in campionato nella successiva partita contro il Catania, entrando all'83'. Sotto la guida tecnica di Bortolo Mutti, nel frattempo subentrato a Devis Mangia, inizia a giocare titolare segnando il primo gol stagionale nella 19ª giornata di campionato contro il Genoa (5-3), mentre nel turno successivo realizza la seconda doppietta in rosanero (la prima in campionato) decisiva per la vittoria contro il Novara (2-0). Nella partita della 25ª giornata giocata il 26 febbraio e persa per 4-1 in trasferta contro il Siena, Budan ha vestito la fascia di capitano rosanero per la prima volta, vista la sostituzione di Fabrizio Miccoli, l'espulsione di Federico Balzaretti e l'assenza di Giulio Migliaccio. Gioca titolare dalla 17ª alla 27ª giornata (compreso il recupero della prima partita di campionato) eccezion fatta per il 18º turno, mentre dalla 28ª giornata fino a fine campionato parte dalla panchina se si escludono le partite delle giornate 33, 37 e 38. Chiude la stagione con 23 presenze (22 in campionato e una in Coppa Italia) e 6 gol.
Nella stagione 2012-2013 gioca la prima partita da titolare il 27 novembre, in Palermo-Hellas Verona (1-2) del quarto turno di Coppa Italia, dopo 3 presenze da subentrato in campionato. Segna l'unica rete stagionale in rosanero il 6 gennaio 2013 in Parma-Palermo (2-1) della 19ª giornata: il suo è stato il gol del momentaneo 1-1. Lascia la squadra dopo 6 presenze in campionato e quella in Coppa Italia.

##### Il ritorno all'Atalanta ed il ritiro
Il 21 gennaio 2013 passa in prestito con diritto di riscatto all'Atalanta, tornando nella società orobica dopo il triennio 2003-2006. Disputa la sua prima partita il 27 gennaio seguente contro il Milan, entrando all'80' al posto di Luca Cigarini. Ottiene la seconda e ultima presenza in Atalanta-Roma (2-3) della 26ª giornata, entrando all'85 al posto di Giacomo Bonaventura. A fine stagione non viene riscattato, fa ritorno al Palermo e decide di ritirarsi dall'attività agonistica.
Chiude la carriera con 191 presenze e 44 reti in Serie A e 58 presenze e 16 reti in Serie B.

#### Nazionale
Per molto tempo è stato un punto fermo delle Nazionali giovanili croate.
Ha esordito con la Nazionale maggiore in un'amichevole contro la Norvegia nel febbraio del 2007.
È stato convocato per il Campionato europeo di calcio 2008, competizione nella quale ha giocato solo la prima partita del girone, subentrando nella ripresa, in quanto ha in seguito subìto un infortunio al ginocchio.

### Dirigente
Il 6 agosto 2013, contestualmente alla rescissione del contratto da calciatore, viene nominato team manager del Palermo, firmando un contratto quadriennale spalmando il vecchio ingaggio da calciatore.
Il 15 settembre seguente è stato ammesso al corso per direttori sportivi, ottenendo la qualifica il 16 dicembre.
A inizio di luglio del 2014 rescinde il contratto con il Palermo e diventa il vice direttore sportivo dello Spezia alle spalle di Guido Angelozzi. Il 9 luglio 2015 assume la carica di direttore sportivo dei liguri fino al successivo 17 novembre quando, per problemi personali, pur restando nei quadri societari, lascia l'operatività.
Lascia lo Spezia il 30 giugno 2017.

## Statistiche

### Presenze e reti nei club
| Stagione        | Squadra         | Campionato      | Campionato | Campionato | Coppe nazionali | Coppe nazionali | Coppe nazionali | Coppe continentali | Coppe continentali | Coppe continentali | Altre coppe | Altre coppe | Altre coppe | Totale | Totale |
| Stagione        | Squadra         | Comp            | Pres       | Reti       | Comp            | Pres            | Reti            | Comp               | Pres               | Reti               | Comp        | Pres        | Reti        | Pres   | Reti   |
| --------------- | --------------- | --------------- | ---------- | ---------- | --------------- | --------------- | --------------- | ------------------ | ------------------ | ------------------ | ----------- | ----------- | ----------- | ------ | ------ |
| 1997-1998       | Rijeka          | 1. HNL          | 10         | 2          | CC              | 0               | 0               | -                  | -                  | -                  | -           | -           | -           | 10     | 2      |
| 1998-1999       | Rijeka          | 1. HNL          | 23         | 1          | CC              | 2               | 1               | -                  | -                  | -                  | -           | -           | -           | 25     | 2      |
| Totale Rijeka   | Totale Rijeka   | Totale Rijeka   | 33         | 3          |                 | 2               | 1               |                    | -                  | -                  |             | -           | -           | 35     | 3      |
| 1999-2000       | Venezia         | A               | 16         | 2          | CI              | 4               | 0               | -                  | -                  | -                  | -           | -           | -           | 20     | 2      |
| 2000-gen. 2001  | Empoli          | B               | 5          | 1          | CI              | 0               | 0               |                    | -                  | -                  |             | -           | -           | 5      | 1      |
| gen.-giu. 2001  | Bellinzona      | CL              | 1          | 0          | -               | -               | -               | -                  | -                  | -                  | -           | -           | -           | 1      | 0      |
| 2001-2002       | Venezia         | A               | 3          | 0          | CI              | 0               | 0               | -                  | -                  | -                  | -           | -           | -           | 3      | 0      |
| 2002-gen. 2003  | Venezia         | B               | 7          | 1          | CI              | 0               | 0               | -                  | -                  | -                  | -           | -           | -           | 7      | 1      |
| Totale Venezia  | Totale Venezia  | Totale Venezia  | 26         | 3          |                 | 4               | 0               |                    | -                  | -                  |             | -           | -           | 30     | 3      |
| gen.-giu. 2003  | Ancona          | B               | 15         | 3          | CI              | -               | -               | -                  | -                  | -                  | -           | -           | -           | 15     | 3      |
| 2003-2004       | Atalanta        | B               | 23         | 11         | CI              | 0               | 0               | -                  | -                  | -                  | -           | -           | -           | 23     | 11     |
| 2004-2005       | Atalanta        | A               | 28         | 5          | CI              | 4               | 1               | -                  | -                  | -                  | -           | -           | -           | 32     | 6      |
| 2005-gen. 2006  | Atalanta        | B               | 8          | 0          | CI              | 1               | 0               | -                  | -                  | -                  | -           | -           | -           | 9      | 0      |
| Totale Atalanta | Totale Atalanta | Totale Atalanta | 59         | 16         |                 | 5               | 1               |                    | -                  | -                  |             | -           | -           | 64     | 17     |
| gen.-giu. 2006  | Ascoli          | A               | 11         | 4          | CI              | -               | -               | -                  | -                  | -                  | -           | -           | -           | 11     | 4      |
| 2006-2007       | Parma           | A               | 35         | 13         | CI              | 0               | 0               | CU                 | 3                  | 3                  | -           | -           | -           | 38     | 16     |
| 2007-2008       | Parma           | A               | 15         | 7          | CI              | 1               | 0               | -                  | -                  | -                  | -           | -           | -           | 16     | 7      |
| Totale Parma    | Totale Parma    | Totale Parma    | 50         | 20         |                 | 1               | 0               |                    | 3                  | 3                  |             | -           | -           | 54     | 23     |
| 2008-2009       | Palermo         | A               | 5          | 0          | CI              | 0               | 0               | -                  | -                  | -                  | -           | -           | -           | 5      | 0      |
| 2009-2010       | Palermo         | A               | 30         | 5          | CI              | 1               | 2               | -                  | -                  | -                  | -           | -           | -           | 31     | 7      |
| 2010-2011       | Cesena          | A               | 17         | 1          | CI              | 0               | 0               | -                  | -                  | -                  | -           | -           | -           | 17     | 1      |
| 2011-2012       | Palermo         | A               | 22         | 6          | CI              | 1               | 0               | UEL                | 0                  | 0                  | -           | -           | -           | 23     | 6      |
| 2012-gen. 2013  | Palermo         | A               | 6          | 1          | CI              | 2               | 0               | -                  | -                  | -                  | -           | -           | -           | 8      | 1      |
| Totale Palermo  | Totale Palermo  | Totale Palermo  | 63         | 12         |                 | 3               | 2               |                    | -                  | -                  |             | -           | -           | 66     | 14     |
| gen.-giu. 2013  | Atalanta        | A               | 2          | 0          | CI              | -               | -               | -                  | -                  | -                  | -           | -           | -           | 2      | 0      |
| Totale carriera | Totale carriera | Totale carriera | 283        | 63         |                 | 15              | 4               |                    | 3                  | 3                  |             | -           | -           | 301    | 70     |

### Cronologia presenze e reti in nazionale
| Cronologia completa delle presenze e delle reti in nazionale ― Croazia | Cronologia completa delle presenze e delle reti in nazionale ― Croazia | Cronologia completa delle presenze e delle reti in nazionale ― Croazia | Cronologia completa delle presenze e delle reti in nazionale ― Croazia | Cronologia completa delle presenze e delle reti in nazionale ― Croazia | Cronologia completa delle presenze e delle reti in nazionale ― Croazia | Cronologia completa delle presenze e delle reti in nazionale ― Croazia | Cronologia completa delle presenze e delle reti in nazionale ― Croazia |
| Data                                                                   | Città                                                                  | In casa                                                                | Risultato                                                              | Ospiti                                                                 | Competizione                                                           | Reti                                                                   | Note                                                                   |
| ---------------------------------------------------------------------- | ---------------------------------------------------------------------- | ---------------------------------------------------------------------- | ---------------------------------------------------------------------- | ---------------------------------------------------------------------- | ---------------------------------------------------------------------- | ---------------------------------------------------------------------- | ---------------------------------------------------------------------- |
| 7-2-2007                                                               | Fiume                                                                  | Croazia                                                                | 2 – 1                                                                  | Norvegia                                                               | Amichevole                                                             | -                                                                      | 62’                                                                    |
| 24-3-2007                                                              | Zagabria                                                               | Croazia                                                                | 2 – 1                                                                  | Macedonia                                                              | Qual. Euro 2008                                                        | -                                                                      | 80’                                                                    |
| 22-8-2007                                                              | Sarajevo                                                               | Bosnia ed Erzegovina                                                   | 3 – 5                                                                  | Croazia                                                                | Amichevole                                                             | -                                                                      | 84’                                                                    |
| 26-3-2008                                                              | Glasgow                                                                | Scozia                                                                 | 1 – 1                                                                  | Croazia                                                                | Amichevole                                                             | -                                                                      | 57’                                                                    |
| 24-5-2008                                                              | Fiume                                                                  | Croazia                                                                | 1 – 0                                                                  | Moldavia                                                               | Amichevole                                                             | -                                                                      | 62’                                                                    |
| 8-6-2008                                                               | Vienna                                                                 | Austria                                                                | 0 – 1                                                                  | Croazia                                                                | Euro 2008 - 1º turno                                                   | -                                                                      | 72’                                                                    |
| Totale                                                                 |                                                                        | Presenze                                                               | 6                                                                      |                                                                        | Reti                                                                   | 0                                                                      |                                                                        |